# Bromsvallsberget
Bromsvallsberget är ett naturreservat i Hudiksvalls kommun i Hälsingland.
Reservatet bildades 1995 och omfattar 19 hektar. Det ligger norr om Hudiksvall på Bromsvallsbergets branta östsluttning. Här finns  hällmark som övergår i morän och 100 år gammal barrblandskog. Det är rikligt med lågor och högstubbar som är livsmiljö för många svamparter. Bland annat finns lappticka, rynkskinn, doftskinn, och rosenticka i naturreservatet.

## Källa
- Länsstyrelsen, naturreservat Bromsvallsberget

1. 1 2 3 4 5  Skyddade områden, naturreservat, 18 december 2015, läs onlineläs online, läst: 20 januari 2017.[källa från Wikidata]
2. ↑  Skyddade områden, naturreservat, 25 februari 2020, läs onlineläs online, läst: 25 februari 2020.[källa från Wikidata]